# Pedro Rodríguez García
Pedro Rodríguez García (Cartagena, 19 de julio de 1933) es un teólogo y profesor ordinario español emérito en la Universidad de Navarra. Ordenado sacerdote el 10 de agosto de 1958 e incardinado en la Prelatura del Opus Dei.

## Nacimiento y formación cultural
Nació en Cartagena (España) en 1933, en el seno de una antigua familia de marinos. Tras cursar el Bachillerato en el Instituto Nacional de Enseñanza Media de Cartagena y en el Colegio Chamberí (Hermanos Maristas de Madrid), hace la Licenciatura en Derecho y los cursos de Doctorado en la Universidad Complutense (1950-1956). Durante los años 1956-1959 se traslada a Roma, donde realiza los estudios de Licenciatura y Doctorado en Sagrada Teología en la Universidad Lateranense de Roma. Durante esos años convivió a diario con san Josemaría Escrivá. Recibió la ordenación sacerdotal en 1958.
Doctor en Sagrada Teología con la tesis "Planteamiento doctrinal del progresismo cristiano", y en Derecho con la tesis "La naturaleza de las Prelaturas personales. Contribución al estudio de su figura jurídica en perspectiva teológico-canónica". En ambas obtuvo la máxima calificación: “Sobresaliente cum laude”.
En 1959 regresó a Madrid, donde se dedicó a la enseñanza de la Teología en el "Studium Generale" del Opus Dei y a la labor pastoral en ambientes universitarios. En la capital de España, se unió a los Profesores Alfredo García Suárez y José María Casciaro poner en marcha (1963), la "Biblioteca de Teología"  –patrocinada por la Universidad de Navarra y publicada por Ediciones Rialp–, una colección de libros y, a la vez, una institución de diálogo teológico, que pretendía reflejar y fomentar la renovación teológica que se proponía el Concilio Vaticano II, que entonces se celebraba, y desde la que se diseñaba la futura Facultad de Teología de Navarra. El curso 1966-67, después de asistir en Roma al Congreso de Teología del Concilio Vaticano II, estuvo estudiando y trabajando en Lovaina (Facultad de Teología) y en Ginebra (Consejo Ecuménico). En octubre de 1967 comenzaron en Pamplona los primeros cursos de la futura Facultad, que fue erigida por la Santa Sede en 1969. Con Casciaro y García Suárez formó parte del primer equipo de dirección de la Facultad.
Una última anotación. En septiembre de 1965, al comenzar el último período del Concilio Vaticano II, fundó y fue el primer director de la revista “Palabra”, una publicación mensual de análisis pastoral y teológico dirigida a los sacerdotes de España e Iberoamérica y orientada a promover la recepción operativa del Vaticano II. La revista, que con los años ampliaría sus horizontes, es en la actualidad una importante revista de información cristiana y la pieza que está en el origen de la gran editorial "Ediciones Palabra".
Pedro Rodríguez fue profesor Ordinario de la Facultad de Teología de la Universidad de Navarra desde 1974 y es Emérito desde 2003.

## Vida académica
Académico de Número de la Real Academia de Doctores de España (RADE) (2006) y de la Pontificia Academia de Santo Tomás de Aquino (PAST) (1980).  Prelado de Honor de Su Santidad (1995). Doctor en Teología por la Universidad Lateranense de Roma y en Derecho por la Complutense (cursos de Doctorado) y la Universidad de Navarra (tesis doctoral).
Ha sido:
- Decano de la Facultad de Teología de la Universidad de Navarra (1992-1998), de la que fue antes Director de Estudios y Director de Investigación.

- Presidente de la Junta de Decanos de las Facultades de Teología de España (1996-1997).

- Director de “Scripta Theologica”, la revista de investigación teológica de la Universidad de Navarra (1976-1989).

- Director del Departamento de Eclesiología de dicha Facultad (1975-1999).

- Director de Investigación de la Facultad de Teología de la Universidad de Navarra(1985-1987).

- Experto nombrado por el papa Juan Pablo II en el II Sínodo para Europa, Roma (1999).

- Miembro de la Comisión Teológica Asesora del Episcopado Español.

- Consultor de la Comisión Episcopal de Relaciones Interconfesionales de la Conferencia Episcopal Española.

- Presidente de la delegación de la Prelatura del Opus Dei en la III Asamblea Ecuménica Europea (Sibiu, Rumania, 2007).

- Profesor Ordinario de la Facultad de Teología de la Universidad de Navarra, en la que ha enseñado Teología Dogmática, Eclesiología y Teología Ecuménica.

- Profesor de la Facultad de Teología de la Pontificia Universidad de la Santa Cruz.

- Profesor de la Facultad de Teología del Norte de España, Sede de Burgos.

- Presidente de la Junta de Decanos de España (1996-1997).

- Vicepresidente de la Sección A (Teología) de la Real Academia de Doctores de España.

Actualmente es:
- Prelado de Honor de Su Santidad, nombrado por Juan Pablo II en 1993.

- Miembro de la Pontificia Academia de Santo Tomás de Aquino, para la que fue elegido y nombrado en 1980.

- Académico de Número de la Real Academia de Doctores de España, desde 2006.

- Miembro del Consejo de Dirección de “Rivista teologica di Lugano”, ““Revista Española de Teología”.y Archivado el 19 de abril de 2016 en Wayback Machine.

- Miembro de la “Societas Oecumenica Europea”.

Sus áreas principales de investigación son: eclesiología, teología ecuménica, Concilios de Trento y Vaticano II, teología y espiritualidad en San Josemaría Escrivá de Balaguer. Asesoramiento de profesores jóvenes y doctorandos. Participación en Simposios y Congresos. Fue nombrado por Juan Pablo II experto en el Sínodo de los Obispos para Europa de 1999 y presidió la delegación de la Prelatura del Opus Dei en la III Asamblea Ecuménica Europea (Sibiu, Rumania, 2007). En 1965, al comenzar el último período del Concilio Vaticano II, había fundado la revista “Palabra Archivado el 2 de abril de 2016 en Wayback Machine.” (Madrid), dirigida a los sacerdotes de España e Iberoamérica para contribuir en la aplicación de las directrices conciliares Es miembro de la “Revista Española de Teología”y de los Consejos Asesores de Archivado el 19 de abril de 2016 en Wayback Machine. (Madrid), “Rivista Teologica di Lugano” (Suiza) y “Anuario de Historia de la Iglesia” (Navarra).

## Núcleo central de su pensamiento
La teología de P. Rodríguez se ha ido configurando desde sus primeras publicaciones como un pensamiento de fuerte sensibilidad histórica, eclesiológica, espiritual y ecuménica. Es el Cristianismo en la historia, la Iglesia en la historia lo que le atrajo desde su tesis doctoral (el fenómeno cristianismo y marxismo en la Francia de la posguerra de 1945), hasta su gran publicación: la edición crítico-histórica de Camino, el célebre libro de San Josemaría Escrivá, en la que estudia el forjarse de una espiritualidad.
Esa sensibilidad tiene su epicentro en el Concilio Vaticano II, que condicionó decisivamente su reflexión teológica y le impulsó a una relectura de la historia del dogma y de la teología en clave eclesiológica. Con ocasión de su paso a Profesor Emérito, los discípulos, colegas y amigos le ofrecieron en 2003 un volumen cuyo título sintetiza lo que P. Rodríguez estima ser el gozne del Vaticano II: “Communio et sacramentum”. El ser de la Iglesia “in terris” está en el darse en la historia en mutua implicación esa doble dimensión del misterio. La Iglesia es, en efecto, la comunión de hombres y mujeres en Cristo. Pero no es solo eso: esa comunión incoada es a la vez signo e instrumento en manos de Cristo para la extensión de la Redención en la historia.
La calidad de una eclesiología se mide por su capacidad de dar razón teológica e histórica de esa doble dimensión del misterio (vid. Eclesiología 30 años después de “Lumen Gentium”). Ese estudio de la eclesiología del Vaticano II es el que llevó a P. Rodríguez, con sus discípulos, a tres fases de investigación:
a) una relectura de Tomás de Aquino ("Veritas et sapientia", diversos artículos y varias tesis doctorales);
b) el análisis en perspectiva eclesiológica del Catecismo del Concilio de Trento, investigación que dio lugar a un potente equipo de trabajo y a una serie de libros que culminan en la edición crítica del Catecismo Romano, realizada al servicio de los trabajos del Catecismo de la Iglesia Católica y solemnemente presentada al Papa Juan Pablo II en 1990; el Profesor Rodríguez —ha dicho el Card. Ratzinger—, con el descubrimiento y la edición crítica del manuscrito original del Catecismo Romano, ha prestado a la teología un servicio que trasciende unas concretas circunstancias históricas, y que ha revestido también gran importancia para mis trabajos durante la preparación del Catecismo de la Iglesia Católica» (J. RATZINGER, Convocados en el camino de la fe, Cristiandad, Madrid 2004, p. 29); en este contexto se inscribe también el estudio y la presentación en el ámbito de la cultura española de las obras de Johan Adam Möhler (Die Einheit in der Kirche y Symbolik), verdadero precursor del Vaticano II.
c) una especial atención a la dimensión espiritual que tiene el existir “in Ecclesia”, a partir de la llamada universal a la santidad proclamada por el Concilio Vaticano II. La misión cristiana solo puede plantearse desde la respuesta de la Iglesia y de los cristianos a la llamada de Dios a la santidad (Vid. Fe y vida de fe, y Vocación, trabajo, contemplación). En este sentido ha estudiado en perspectiva histórica y teológica la obra de San Josemaría Escrivá, con la consiguiente atención a la santificación y misión de los laicos en la Iglesia. De alguna manera esta dimensión de su trabajo tiene su hito fundamental en la edición crítica de Camino —tres ediciones en dos años— que ha dado lugar a debates y tomas de posición (vid En torno a la edición crítica de Camino. Análisis y reflexiones, Textos recogidos y presentados por Constantino ÁNCHEL, Madrid 2003). “C’est donc une oeuvre monumentale, à la présentation typographique et a la méthode rigoureuse, qui en fait une édition modèle”, concluye el análisis de la Revue d’Histoire Écclésiastique (vol 98, 2003, pp. 644-647).
Finalmente, la eclesiología de P. Rodríguez es esencialmente ecuménica. La Iglesia es para la misión (sacramentum) y la misión implica —como tarea surgida en la historia y conditio sine qua non de la evangelización— el ecumenismo, la entrega de los cristianos a la “unitatis redintegratio”. El ecumenismo, en este sentido, aparece no como adyacente sino como expresión histórica de la dimensión escatológica de la Iglesia (Vid. Iglesia y Ecumenismo). La Teología ecuménica, de la que era profesor P. Rodríguez, fue incorporada desde el inicio de la Facultad de Teología de Pamplona al plan ordinario de estudios, siendo la primera en España que llevó a cabo esta incorporación. Ha creado una fecunda escuela de expertos en ecumenismo, como el ya citado José Ramon Villar, Jutta Burggraf, el suizo Arturo Cattaneo, y el argentino Raúl Lanzetti.

### Obras fundamentales
Numerosas publicaciones en el campo de la teología (eclesiología, el ecumenismo, la espiritualidad y la historia de la teología y de la Iglesia). Dos obras fundamentales en su género:
- Catechismus Romanus, Roma-Ciudad del Vaticano 1989, LXXX + 1378 pp., la monumental edición crítica del Catecismo del Concilio de Trento, a partir de los manuscritos originales, buscados desde el siglo XVI y que descubrió en 1985 en la Biblioteca Vaticana; obra fundamental para la redacción del Catecismo de la Iglesia Católica, que la cita una vez y otra.
- Edición crítico-histórica de Camino, la célebre obra de San Josemaría Escrivá, Rialp, 3.ª ed., 2004, XLII + 1240 pp., (ed. inglesa, Londres-Nueva York, 2009, 1170 pp.), realizada también desde los textos autógrafos del autor.

### Libros
- "Renovación en la Iglesia". Comentarios a la “Ecclesiam Suam”, Madrid, 1964.
- P. RODRÍGUEZ, J. L. ILLANES, "Cristâos de hoje", Lisboa, 1967.
- W. MOGGE, P. RODRÍGUEZ, O. ROEGELE, "Das Amt des Bischofs", Köln, 1972.
- "Fe y vida de fe", Pamplona 1974. 2.ª ed. ampliada, 1975. 3.ª ed., 1990.
- P. RODRÍGUEZ, J. L. ILLANES, "Progresismo y liberación", Eunsa (“Temas de Nuestro Tiempo”, 11), Pamplona, 1975, 160 pp.
- P. RODRÍGUEZ, J. R. ROSADO (dir.), "Veritas et Sapientia. En el VII Centenario de Santo Tomás de Aquino", Eunsa (“Colección teológica”, 13), Pamplona, 1975, 392 pp.
- "Iglesia y ecumenismo", Madrid, 1979.
- L. ELDERS, F. INCIARTE, P. RODRÍGUEZ, "Die Person in Anspruch sittlicher Normen", St. Augustín, 1981.
- P. RODRÍGUEZ, R. LANZETTI, "El Catecismo Romano: fuentes e historia del texto y de la redacción. Bases críticas para el estudio teológico del Catecismo del Concilio de Trento", Pamplona, 1982.
- "Iglesias particulares y prelaturas personales. Consideraciones teológicas a propósito de una nueva institución canónica", Pamplona 1985. 2.ª ed. ampliada, 1986.
- P. RODRÍGUEZ, R. LANZETTI, "El Manuscrito original del Catecismo Romano. Descripción del material y los trabajos al servicio de la edición crítica del Catecismo del Concilio de Trento", Eunsa (“Colección Teológica”, 42), Pamplona, 1985, 180 pp.
- "Vocación, trabajo, contemplación", Pamplona, 1986, 224 pp., 2.ª ed., 1987.
- "Catechismus Romanus seu Catechismus ex decreto Concilii Tridentini ad Parochos, Pii Quinti Pont. Max. iussu editus. Editioni praefuit Petrus RODRIGUEZ. Eam instruendam atque apparandam item curaverunt Ildephonsus Adeva, Franciscus Domingo, Radulfus Lanzetti et Marcellus Merino", Libreria Editrice Vaticana, Ediciones Universidad de Navarra, Romae 1989, LXXX + 1378 pp.
- "Eclesiología 30 años después de "Lumen Gentium"", Madrid, 1994.
- "El Catecismo de la Iglesia Católica: interpretación histórico-teológica", Pamplona, 1994.
- Johann Adam MÖHLER, "La unidad en la Iglesia o el principio del Catolicismo expuesto según el espíritu de los Padres de la Iglesia de los tres primeros siglos", Introducción y notas de P. RODRÍGUEZ y J. R. VILLAR, Pamplona, 1996.
- "El Catecismo Romano ante Felipe II y la Inquisición española. Los problemas de la introducción en España del Catecismo del Concilio de Trento", Madrid, 1998.
- Johann Adam MÖHLER, "Simbólica", Introducción y notas de P. RODRÍGUEZ y J. R. VILLAR, Madrid, 2000.
- Josemaría ESCRIVÁ DE BALAGUER, "Camino, edición crítico-histórica a cargo de Pedro RODRÍGUEZ", prólogo de Javier ECHEVARRÍA, vol. 1 de la Serie I de la «Colección de Obras Completas», Rialp, 1.ª ed., Madrid, 2002, XXXVI + 1196 págs.; 2.ª ed. corregida, junio de 2002; 3.ª ed. corregida y aumentada en octubre de 2003.
- "La Iglesia: misterio y misión. Diez lecciones sobre la eclesiología del Concilio Vaticano II", Ed. Cristiandad, Madrid, 2007, 378 pp.
- "The Way, Critical-historical edition prepared by Pedro RODRÍGUEZ", Scepter, Londres/Nueva York, 2009, 1170 pp. [la edición inglesa está realizada a partir de la 4.ª ed. española, todavía inédita].
- Johann Adam MÖHLER, "El celibato sacerdotal, Traducción, introducción y notas a cargo de Pedro RODRÍGUEZ y José R. VILLAR", Ediciones Encuentro, Madrid, 2012, 206 pp.
- "Evangelio y oración: lectio divina", Rialp [col. “Patmos”, n.º 237], Madrid, [septiembre] 2008, 304 pp.
- Josemaría ESCRIVÁ DE BALAGUER, "Santo Rosario, edición crítico-histórica realizada por Pedro RODRÍGUEZ (Director), Constantino Ánchel Y Javier Sesé", prólogo de Javier Echevarría, «Colección de Obras Completas», Serie I, vol. 2, Rialp, 1.ª ed., Madrid, 2010; XXXIX + 360 pp.
- "Opus Dei: Estructura y Misión. Su realidad eclesiológica", Ed. Cristiandad, Madrid, 2011, 168 pp.
- "Fe y vida de Fe. Caminar con María en el Año de la Fe", Ediciones Universidad de Navarra, S. A. (col. Astrolabio. Religión), Pamplona, 2013, 270 pp.
- P. RODRÍGUEZ, F. OCÁRIZ, J. L. ILLANES, "El Opus Dei en la Iglesia. Introducción eclesiológica a la vida y el apostolado del Opus Dei", Rialp, Col. «Cuestiones Fundamentales» n. 29, Madrid, 2014; 6.ª ed., 350 pp. (1.ª a 5.ª ed., 1993-2001).

### Artículos y capítulos de libros
- "Carisma e institución en la Iglesia", en «Studium» 7 (1966), pp. 479-496.
- "Il laicato in prospettiva ecumenica", en «Studi Cattolici» 80 (1967), pp. 3-11.
- "Sobre la condición de discípulo y su significado para la cristología, en «Scripta Theologica» 1 (1969), pp. 165-173.
- "Ministerio y comunidad. Estudio de sus relaciones en orden a la fundamentación de una teología del ministerio eclesiástico", en «Scripta Theologica» 2 (1970), pp. 119-142.
- "¿Infallibilis? La respuesta de Santo Tomás. Estudio de la terminología «infallibilis-infallibiliter-infallibilitas» en sus tratados «de fide»", en «Scripta Theologica» 7 (1975), pp. 51-124.
- "Un bilancio del Vaticano II", en «Studi Cattolici» 20 (1976), pp. 731-740.
- "El sentido de los sacramentos según el Catecismo Romano", en «Scripta Theologica» 9 (1977), pp. 951-984.
- "El sentido de la Primera Carta a los Corintios sobre el ministerio eclesiástico: la interpretación de Santo Tomás, en el volumen homenaje al Prof. Emilio Sauras, O. P.", «Escritos del Vedat» 9 (1981), pp. 361-378.
- "Fe y sacramentos", en "Sacramentalidad de la Iglesia y Sacramentos", Pamplona (1983), pp. 551-584.
- "El concepto de estructura fundamental de la Iglesia", en A. Ziegenaus, F. Courth, P. Schäfer (hrsg.), "«Veritati catholicae». Festschrift für Leo Scheffczyk zum 65 Geburtstag", Aschaffenburg (1985), pp. 237-246.
- "Die Kirche als Heilsgemeinschaft", en N. Lobkowicz (hrsg.), «Das Europäische Erbe und seine christliche Zukunft», Köln (1985), pp. 192-205, 357-369.
- "La salvezza nella vita della Chiesa", en «Salvezza cristiana e culture odierne. Atti del II Congresso Internazionale ‘La Sapienza della croce oggi’», Roma, 1985, vol. II, pp. 9-29.
- "La identidad teológica del laico", en «Scripta Theologica» 19 (1987), pp. 265-302.
- "Sacerdocio ministerial y sacerdocio común de los fieles en la estructura de la Iglesia", en «Romana». Bolletino della Prelatura della Santa Croce e Opus Dei, 4 (1987), pp. 162-176.
- "La comunión dentro de la Iglesia local", en "Iglesia Universal e Iglesias Particulares", Pamplona (1989), pp. 469-495.
- "Actitudes humanas ante Cristo", ponencia presentada en el Curso de verano de El Escorial 1989, en VV. AA., "Jesucristo hoy", Editorial Complutense, Madrid (1990), pp. 263-283.
- "Omnia traham ad meipsum. Il significatto di Giovanni 12, 32 nell' esperienza spirituale di Mons. Escrivá de Balaguer", en «Annales Theologici» 6 (1992), pp. 5-34.
- "Vivir santamente la vida ordinaria. Consideraciones sobre la homilía pronunciada por el Beato Josemaría Escrivá de Balaguer en el campus de la Universidad de Navarra (8.X.1967)", en «Scripta Theologica» 24 (1992), pp. 397-419.
- "La Iglesia, «creatura evangelii»: contribución a la recepción eclesial del documento «Iglesia y justificación»", en «Diálogo Ecuménico» 31 (1996), pp. 375-399.
- "Pastori e laici: distinzione dei ruoli nella Dottrina sociale della Chiesa", en J. Joblin, R. Tremblay, I Cattolici e la società pluralista. Il caso delle “leggi imperfete”. Actas del Simposio organizado por la Congregación para la Doctrina de la Fe, Roma, 9-12 de noviembre de 1994, Bologna (1996), pp. 158-198.
- "El Pueblo de Dios. Bases para una consideración cristológica y pneumatológica del Pueblo de Dios", en P. Rodríguez (dir.), Pueblo de Dios, Cuerpo de Cristo, Templo del Espíritu Santo, Pamplona (1996), pp. 283-312.
- "La dirección espiritual: fundamentos antropológicos y teológicos", en P. Rodríguez (dir.), Teología y espiritualidad en la formación de los futuros sacerdotes, Pamplona (1997), pp. 17-37.
- "Trinità, Chiesa, Eucaristia. Rilettura del «Documento di Monaco» 1982", en G. COFFELE (dir.), «Dilexit Ecclesiam». Studi in onore del prof. Donato Valentini, LAS, «Biblioteca di Scienze Religiose» n. 149, Roma (1999), pp. 965-985.
- "Eclesiología y doctrina de la justificación", en «Diálogo Ecuménico» 34 (1999), pp. 573-581.
- "El diálogo teológico entre la Iglesia Católica y la Iglesia Ortodoxa: I. De los inicios a la relación de Bari (1962-1987)", en A. González Montes (dir.), «Las Iglesias Orientales», B.A.C., Madrid (2000), pp. 347-458.
- "Theological Method for Ecclesiology", en Peter C. Phan (ed.), The Gift of the Church. A Textbook on Ecclesiology in Honor of Patrick Granfield, O. S. B., Minnesota (2000), pp. 129-156.
- "Natura e fini del primato del Papa: il Vaticano I alla luce del Vaticano II", en Congregazione per la Dottrina della Fede (ed), Il primato del Successore di Pietro nel mistero della Chiesa. Testo e commenti, Città del Vaticano (2002), pp. 81-111.
- "En torno a la “definición” esencial de la Iglesia, en “In communione Ecclesiae”. Miscelánea en honor del Cardenal Antonio Mª Rouco Varela”", Madrid (2003), pp. 601-618 y en “Revista Española de Teología” 62 (2002), pp. 739-756.
- "Il bene morale “per la vita del mondo”", en “Il bene e la persona nell’agire”, a cura di L. Melina e Juan-José Pérez-Soba, Lateran University Press, Roma (2002), pp. 203-220.
- "La santificación del mundo en el mensaje fundacional del Beato Josemaría Escrivá", en José Luis Illanes, José Ramón Villar y otros, "El cristiano en el mundo", Pamplona (2003), pp. 47-66.
- "Cinco tesis sobre el sentido de los “templos” en la Iglesia Católica", en “Signum et testimonium”, Estudios ofrecidos al Prof. Antonio García-Moreno en su 70 cumpleaños, edición a cargo de Juan Chapa, Eunsa, Biblioteca de Teología, Pamplona (2003), pp. 297-324.
- "Naturaleza y finalidad del Primado del Papa: el Vaticano I a la luz del Vaticano II", en Congregación para la Doctrina de la Fe (ed.), El primado del Sucesor de * * "Pedro en el misterio de la Iglesia. Consideraciones de la Congregación y Comentarios teológicos", Palabra, col. «Libros Palabra», 40, Madrid (2003), pp. 103-140.
- "Tomás de Aquino y el Catecismo Romano. Una cuestión histórico-teológica acerca de la necesidad del Bautismo", en Jörgen Vijgen (ed.) "Indubitanter ad veritatem. Studies offered to Leo J. Elders SVD, Damon 2003, 366-376.
- "Diálogo sobre ministerio, apostolicidad y transmisión de la fe", por Harding Meyer y Pedro Rodríguez, en José Ramón Villar (dir.), Iglesia, ministerio episcopal y ministerio petrino, Rialp [Cuestiones fundamentales], Madrid 2004, 191-218.
- "Responsabilidad de los cristianos en la vida universitaria. Naturaleza, Cultura y Universidad", en «Humanitas» (Santiago de Chile), n.º 35 (2004), pp. 469-489.
- "Lo sagrado y el misterio eucarístico", en The Pontifical Academy of St. Thomas Aquinas, Il Sacro. Fenomenologia, Filosofía, Teología, Mistica e Cultura del Sacro, Atti della V Sessione Plenaria 24-26 giugno 2005, Vatican City, 2006, 154-172.
- "El culto cristiano", en J. L. Gutierrez-Martín y otros, "La liturgia en la vida de la Iglesia. Culto y celebración", Eunsa («Simposios Internacionales de Teología», 27), Pamplona, 2007, pp. 29-46.
- "Las Iglesias orientales y las Comunidades cristianas nacidas de la Reforma: estatuto eclesiológico", en José Rico Pavés (dir.), “Subsistit in Ecclesia Católica” (LG8), Edice, Madrid, 2007, pp. 63-73.
- Prólogo a Walter Kasper, "Caminos de Unidad. Perspectivas para el ecumenismo", trad. de Carmen Gauger, Ed. Cristiandad, Madrid, 2008, 282 pp.
- "El doctorado de San Josemaría en la Universidad de Madrid", en «Studia et Documenta», 2 (2008) 13-103.
- "“Ius divinum” en la estructura fundamental de la Iglesia", en XXIII Congreso Internacional de Derecho Canónico, Venecia, septiembre de 2008.
- "El ‘sacrum ministerium’ en los comentarios de Santo Tomás al ‘corpus paulinum’", en The Pontifical Academy of St. Thomas Aquinas, Saint Thomas’s Interpretation of Saint Paul ’s Doctrines, Proceedings of the IX Plenary Session (19-21 June 2009), Vatican City (2009), pp. 154-172.
- "La estructura fundamental de la Iglesia: consideración sistemática. Discurso pronunciado en el Acto de su toma de posesión como Académico de Número de la Real Academia de Doctores de España por el Dr. D. Pedro Rodríguez y Contestación del Académico Dr. D. Juan Antonio Martínez Camino", 7 de octubre de 2009, Madrid 2009, 72 pp.
- "Apuntes íntimos (obra inédita)", en “Diccionario de San Josemaría Escrivá de Balaguer”, coordinado por José Luis Illanes, Burgos, 2013, pp. 131-135.
- "El ministerio petrino en la comunión de la Iglesia", en Antonio Aranda, Miguel Lluch, Jorge Herrera, “Actas del Congreso Internacional de la Facultad de Teología sobre el tema En torno al Vaticano II. Claves históricas, doctrinales y pastorales", Pamplona, octubre (2013), pp. 151-170.
- P. Rodríguez, José Ramón Villar, “Extra Ecclesiam nulla salus”, voz del Diccionario del Concilio Vaticano II, Eunsa, Pamplona, 2015.
- "Los pobres y el Reino de Dios", en The Beatitudes. Christ’s Evangelization Programme for All Time and for Every Culture, Proceedings of the XIV Plenary Session of THE PONTIFICAL ACADEMY OF ST. THOMAS AQUINAS, (20-22 June 2014), Librería Editrice Vaticana, Vatican City (2015), pp. 100-107.